# Uvaria lemurica
Uvaria lemurica este o specie de plante angiosperme din genul Uvaria, familia Annonaceae, descrisă de Friedrich Ludwig Diels. Conform Catalogue of Life specia Uvaria lemurica nu are subspecii cunoscute.